# Antônio Rodrigo Nogueira
Antônio Rodrigo Correia Nogueira, mais conhecido como Minotauro ou Rodrigo Nogueira (Vitória da Conquista, 2 de junho de 1976), é um ex-lutador brasileiro da categoria peso-pesado de artes marciais mistas (MMA). É um dos maiores representantes das artes marciais brasileiras, atualmente trabalha como embaixador do UFC. Seu irmão gêmeo, Antônio Rogério Nogueira (Minotouro), também é lutador de MMA. Foi campeão interino do peso-pesado do UFC do UFC, campeão do World Extreme Fighting (WEF) em 1999, campeão do Rings: King of Kings em 2000, e ex-campeão peso pesado do PRIDE. É o único lutador na história que ganhou os cinturões dos pesos pesados no UFC e no PRIDE.

## Biografia e carreira
Aos onze anos sofreu um grave acidente ao ser atropelado por um caminhão de lixo, ficando 25 dias em coma e um ano internado. Ficou com uma cicatriz (na forma de um buraco) nas costas que o acompanha até hoje e que se tornou uma forma simples de diferenciá-lo do seu irmão gêmeo, Antônio Rogério Nogueira, o "Minotouro", também lutador de MMA. Desde cedo treinou judô, passando depois a praticar boxe, jiu-jitsu (esporte em que foi campeão pan-americano antes de receber a faixa preta), muay thai e wrestling. Foi protagonista de algumas das maiores lutas da extinta associação Pride, como por exemplo a sua vitória sobre o "gigante" Bob Sapp e seus quase 150 kgs, luta em que sofreu muitos golpes potentes mas conseguiu finalizar o oponente no segundo assalto, aplicando um arm-lock (chave-de-braço) no gigante Sapp. Seu estilo de luta é baseado no jiu-jitsu brasileiro e boxe. Era um dos principais lutadores do Pride, junto com Fedor Emelianenko, com quem lutou 3 vezes. Na primeira perdeu para Fedor, por decisão unânime, perdendo assim o cinturão dos pesos pesados.
Na segunda luta houve um corte acidental na testa do atleta russo, fato que fez a luta ser adiada para um próximo confronto (remarcado para quatro meses depois). Na terceira luta, Minotauro novamente foi derrotado por decisão unânime. Também perdeu a chance de conquistar o cinturão do GP Absoluto do Pride quando foi derrotado por Josh Barnett na semifinal em decisão dividida dos juízes (decisão contestada). Por discordar do resultado dessa luta, Minotauro marcou uma revanche, da qual saiu vitorioso.
Atualmente, Rodrigo “Minotauro” Nogueira é embaixador oficial do UFC, comentarista do UFC Fight Pass, palestrante e empresário. Ele ministra palestras presenciais e online em empresas e eventos, abordando mentalidade de campeões, alta performance, disciplina, liderança e gestão de equipes. Além disso, desenvolve soluções corporativas como campanhas motivacionais, treinamentos de liderança, combinando sua vivência no MMA com práticas aplicáveis ao ambiente empresarial. Desde 2011, já realizou mais de 280 palestras em organizações de vários setores do Brasil, reforçando seu posicionamento como referência em performance e cultura de alta excelência profissional.  Ainda como empreendedor, lidera iniciativas como o Minotauro Energy Drink, marca de bebidas energéticas lançada em 2011 e licenciada em 2023 à Minalba Brasil para expansão nacional e é sócio em empreendimentos imobiliários localizados na região Nordeste do país. 
Possui contrato com o evento Ultimate Fighting Championship, onde foi campeão interino do UFC, tornando-se o primeiro pesado da história a conquistar o cinturão do Ultimate e do PRIDE. Em dezembro de 2008, perdeu seu titulo interino para o americano Frank Mir, em sua primeira derrota por nocaute da carreira. Em 2009, no UFC 102, Rodrigo Minotauro enfrentou Randy "The Natural" Couture. Em um combate histórico do MMA, Nogueira venceu o adversário por decisão unânime, depois de três rounds de cinco minutos, nos quais Minotauro conseguiu dois knockdowns (soco que derruba o oponente) sobre Randy, e ainda tentou por várias vezes finalizá-lo, porém Randy conseguiu escapar. Em 2010, devido a uma lesão no quadril durante os treinos, teve de ser cortado da edição 119 do UFC e submeteu-se a uma cirurgia. Minotauro é considerado o maior finalizador da história do MMA, e está na lista dos maiores lutadores de todos os tempos. Além de seu forte jogo de chão, Minotauro sempre se destacou por ser um dos lutadores mais duros da história, muitos acreditam que seu queixo é de "pedra", pois tem um grande poder de absorção de golpes, o maior responsável por seus títulos. O fato de nunca ter sido um grande strike, tornam seu cartel de 34 vitórias sendo 21 por finalização, e apenas 7 derrotas mais impressionante ainda. Minotauro, o também brasileiro Wanderlei Silva e o croata Mirko Cro Cop são os maiores ídolos do esporte no Japão. E formou por vários anos consecutivos, junto com Cro Cop, Fedor, e Wanderlei Silva, o quarteto mais perigoso do vale-tudo mundial.
No dia 23 de agosto de 2011, Minotauro fechou uma parceria com o Internacional para representar a "marca do clube" gaúcho nas lutas que ele disputar no UFC. Em entrevista para o canal SporTV, Minotauro disse: "Agora sou colorado de coração. Vou fazer tudo para representar o Inter da melhor forma possível.  Sempre foi um clube simpático para mim, mas agora sou 100% Internacional." Ele brincou ainda com a rivalidade Gre-nal: "Quero ver o Grêmio trazer um peso-pesado para me derrubar." No dia 27 de agosto de 2011, numa das melhores e mais elogiadas apresentações de sua carreira, Minotauro nocauteou Brendan Schaub no UFC Rio, depois de três cirurgias (duas nos quadris e uma no joelho esquerdo) e dez meses parado. Ao fim do evento, este foi eleito o nocaute da noite.
Em dezembro de 2011 voltou ao octógono em uma revanche contra o americano Frank Mir. Após um bom início de round, Minotauro quase nocauteou o americano mas acabou sendo finalizado com uma kimura (finalização onde é aplicada uma torção no braço do adversário). Minotauro não desistiu e teve seu braço quebrado nessa luta.
Minotauro teve sua volta prevista no UFC 149 mas teve que adiar seu retorno por causa das dores no braço.
Em 2013 foi treinador do TUF Brasil, ao lado de Fabrício Werdum, sendo que, na final do reality, sete anos depois, Minotauro e Werdum voltaram a se encontrar no UFC on Fuel TV: Nogueira vs. Werdum. Fabricio Werdum acabou vencendo o duelo por finalização no segundo round.
Minotauro pediu e enfrentou o "gordinho" Roy Nelson em 11 de abril de 2014 no UFC Fight Night: Nogueira vs. Nelson, em Abu Dhabi e Roy surpreendeu com uma atuação totalmente dominante. Roy conseguiu um knockdown logo no começo do combate. Menos de 1 minuto depois acertou um overhand (um soco em forma de arco e curvado com a mão de trás) fulminante, que nocauteou o brasileiro aos 3m37s do primeiro round.
Após a falha no exame antidoping, Anderson Silva foi tirado do The Ultimate Fighter: Brasil 4, Minotauro foi chamado para voltar o TUF, ao lado de Maurício Shogun. Nogueira então enfrentou Stefan Struve em 1 de agosto de 2015 no UFC 190. Ele foi derrotado por decisão unânime. Após essa derrota, um mês depois, Minotauro anunciou a aposentadoria do UFC e se tornará Embaixador de Relacionamento com Atletas do UFC Brasil, o qual "vai participar de diversas iniciativas pelas regiões do Brasil. Ele será a ligação da organização entre atletas, patrocinadores, mídias e órgãos governamentais (...) e irá auxiliar o UFC a manter o mais alto padrão dos lutadores e, ao mesmo tempo, atuar como um mentor no desenvolvimento de jovens atletas e ele é ate hoje uma referencia para muitos atletas".

### Cinema
Em 2005, junto com seu irmão gêmeo, fez uma participação no filme The Cutter, de Chuck Norris. Em 2010, junto com seu irmão gêmeo, atuou no filme Os Mercenários como um soldado do General.

### Talent show
Rodrigo Minotauro participou em 2012 da nona temporada da Dança dos Famosos, ficando em 9.° lugar na competição. Em 2016, Rodrigo Minotauro participou da quinta temporada do Super Chef Celebridades, ficando em 5º lugar na competição.

## Cartel no MMA
| Cartel no MMA   |             |             |
| 46 lutas        | 34 vitórias | 10 derrotas |
| Por nocaute     | 3           | 3           |
| Por finalização | 21          | 2           |
| Por decisão     | 10          | 5           |
| Empates         | 1           | 1           |
| No contest      | 1           | 1           |

| Res.    | Cartel      | Oponente           | Método                               | Evento                               | Data       | Round | Tempo | Local                    | Notas                                                                 |
| ------- | ----------- | ------------------ | ------------------------------------ | ------------------------------------ | ---------- | ----- | ----- | ------------------------ | --------------------------------------------------------------------- |
| Derrota | 34–10–1 (1) | Stefan Struve      | Decisão (unânime)                    | UFC 190: Rousey vs. Correia          | 01/08/2015 | 3     | 5:00  | Rio de Janeiro           | Aposentou-se do MMA.                                                  |
| Derrota | 34–9–1 (1)  | Roy Nelson         | Nocaute (soco)                       | UFC Fight Night: Nogueira vs. Nelson | 11/04/2014 | 1     | 3:37  | Abu Dhabi                |                                                                       |
| Derrota | 34–8–1 (1)  | Fabricio Werdum    | Finalização (chave de braço)         | UFC on Fuel TV: Nogueira vs. Werdum  | 28/06/2013 | 2     | 2:41  | Fortaleza, Ceará         |                                                                       |
| Vitória | 34–7–1 (1)  | Dave Herman        | Finalização (chave de braço)         | UFC 153: Silva vs. Bonnar            | 13/10/2012 | 2     | 4:21  | Rio de Janeiro           | Finalização da Noite.                                                 |
| Derrota | 33–7–1 (1)  | Frank Mir          | Finalização (kimura)                 | UFC 140: Jones vs. Machida           | 10/12/2011 | 1     | 3:38  | Toronto, Ontario         | seu braço foi quebrado.                                               |
| Vitória | 33–6–1 (1)  | Brendan Schaub     | Nocaute (socos)                      | UFC 134: Silva vs. Okami             | 27/08/2011 | 1     | 3:09  | Cidade do Rio de Janeiro | Nocaute da Noite.                                                     |
| Derrota | 32–6–1 (1)  | Cain Velasquez     | Nocaute (socos)                      | UFC 110: Nogueira vs. Velasquez      | 20/02/2010 | 1     | 2:20  | Sydney                   | Pela chance de disputar o Cinturão Peso Pesado do UFC.                |
| Vitória | 32–5–1 (1)  | Randy Couture      | Decisão (unânime)                    | UFC 102: Couture vs. Nogueira        | 29/08/2009 | 3     | 5:00  | Portland, Oregon         | Luta da Noite; Luta do Ano (2009).                                    |
| Derrota | 31–5–1 (1)  | Frank Mir          | Nocaute Técnico (socos)              | UFC 92: The Ultimate 2008            | 27/12/2008 | 2     | 1:54  | Las Vegas, Nevada        | Perdeu o Cinturão Interino Peso Pesado do UFC.                        |
| Vitória | 31–4–1 (1)  | Tim Sylvia         | Finalização (guilhotina)             | UFC 81: Breaking Point               | 02/02/2008 | 3     | 1:28  | Las Vegas, Nevada        | Ganhou o Cinturão Interino Peso Pesado do UFC; Luta da Noite.         |
| Vitória | 30–4–1 (1)  | Heath Herring      | Decisão (unânime)                    | UFC 73: Stacked                      | 07/07/2007 | 3     | 5:00  | Sacramento, California   | Estréia no UFC.                                                       |
| Vitória | 29–4–1 (1)  | Josh Barnett       | Decisão (unânime)                    | Pride Shockwave 2006                 | 31/12/2006 | 3     | 5:00  | Saitama                  |                                                                       |
| Derrota | 28–4–1 (1)  | Josh Barnett       | Decisão (dividida)                   | Pride Final Conflict Absolute        | 10/09/2006 | 3     | 5:00  | Saitama                  | Semifinal do GP de Pesados de 2006 do Pride.                          |
| Vitória | 28–3–1 (1)  | Fabricio Werdum    | Decisão (unânime)                    | Pride Critical Countdown Absolute    | 01/07/2006 | 3     | 5:00  | Saitama                  | Quartas de Final do GP de Pesados de 2006 do Pride.                   |
| Vitória | 27–3–1 (1)  | Zuluzinho          | Finalização (chave de braço)         | Pride Total Elimination Absolute     | 05/05/2006 | 1     | 2:17  | Osaka                    | Primeira luta do GP de Pesados de 2006 do Pride.                      |
| Vitória | 26–3–1 (1)  | Kiyoshi Tamura     | Finalização (chave de braço)         | Pride 31: Dreamers                   | 26/02/2006 | 1     | 2:24  | Saitama                  |                                                                       |
| Vitória | 25–3–1 (1)  | Paweł Nastula      | Nocaute Técnico (socos)              | Pride Critical Countdown 2005        | 26/06/2005 | 1     | 8:38  | Saitama                  |                                                                       |
| Derrota | 24–3–1 (1)  | Fedor Emelianenko  | Decisão (unânime)                    | Pride Shockwave 2004                 | 31/12/2004 | 3     | 5:00  | Saitama                  | Perdeu o GP de Pesados de 2004 do Pride.                              |
| NC      | 24-2-1 (1)  | Fedor Emelianenko  | Sem Resultado (cabeçada acidental)   | Pride Final Conflict 2004            | 15/08/2004 | 1     | 3:52  | Saitama                  | Final do GP de Pesados de 2004 do Pride.                              |
| Vitória | 24–2–1      | Sergei Kharitonov  | Decisão (unânime)                    | Pride Final Conflict 2004            | 15/08/2004 | 2     | 5:00  | Saitama                  | Semifinal do GP de Pesados de 2004 do Pride.                          |
| Vitória | 23–2–1      | Heath Herring      | Finalização (anaconda)               | Pride Critical Countdown 2004        | 20/06/2004 | 2     | 0:30  | Saitama                  | Quartas de Final do GP de Pesados de 2004 do Pride.                   |
| Vitória | 22–2–1      | Hirotaka Yokoi     | Finalização (anaconda)               | Pride Total Elimination 2004         | 25/04/2004 | 2     | 1:25  | Saitama                  | Primeira luta do GP de Pesados de 2004 do Pride.                      |
| Vitória | 21–2–1      | Mirko Filipović    | Finalização (chave de braço)         | Pride Final Conflict 2003            | 09/11/2003 | 2     | 1:45  | Tóquio                   | Ganhou o Cinturão Interino Peso Pesado do Pride.                      |
| Vitória | 20–2–1      | Ricco Rodriguez    | Decisão (unânime)                    | Pride Total Elimination 2003         | 10/08/2003 | 3     | 5:00  | Saitama                  | Primeira luta do Torneio pelo Cinturão Interino Peso Pesado do Pride. |
| Derrota | 19–2–1      | Fedor Emelianenko  | Decisão (unânime)                    | Pride 25: Body Blow                  | 16/03/2003 | 3     | 5:00  | Yokohama                 | Perdeu o Cinturão Peso Pesado do Pride.                               |
| Vitória | 19–1–1      | Dan Henderson      | Finalização (chave de braço)         | Pride 24: Cold Fury 3                | 23/12/2002 | 3     | 1:49  | Fukuoka                  |                                                                       |
| Vitória | 18–1–1      | Semmy Schilt       | Finalização (triângulo)              | Pride 23: Championship Chaos 2       | 24/11/2002 | 1     | 6:36  | Tóquio                   |                                                                       |
| Vitória | 17–1–1      | Bob Sapp           | Finalização (chave de braço)         | Pride Shockwave                      | 28/08/2002 | 2     | 4:03  | Tóquio                   |                                                                       |
| Vitória | 16–1–1      | Sanae Kikuta       | Nocaute (soco)                       | UFO Legend                           | 08/08/2002 | 2     | 0:29  | Tóquio                   |                                                                       |
| Vitória | 15–1–1      | Enson Inoue        | Finalização Técnica (triângulo)      | Pride 19: Bad Blood                  | 24/02/2002 | 1     | 6:17  | Saitama                  |                                                                       |
| Vitória | 14–1–1      | Heath Herring      | Decisão (unânime)                    | Pride 17: Championship Chaos         | 03/11/2001 | 3     | 5:00  | Tóquio                   | Ganhou o Cinturão Peso Pesado Inaugural do Pride.                     |
| Vitória | 13–1–1      | Mark Coleman       | Finalização (triângulo)              | Pride 16: Beasts From The East       | 24/09/2001 | 1     | 6:10  | Osaka                    |                                                                       |
| Vitória | 12–1–1      | Gary Goodridge     | Finalização (triângulo)              | Pride 15: Raging Rumble              | 29/07/2001 | 1     | 2:37  | Saitama                  |                                                                       |
| Vitória | 11–1–1      | Valentijn Overeem  | Finalização (triângulo de braço)     | Rings – King of Kings 2000 Final     | 24/02/2001 | 1     | 1:20  | Tóquio                   | Ganhou o Título do King of Kings 2000.                                |
| Vitória | 10–1–1      | Hiromitsu Kanehara | Finalização (mata leão)              | Rings – King of Kings 2000 Final     | 24/02/2001 | 2     | 0:20  | Tóquio                   |                                                                       |
| Vitória | 9–1–1       | Volk Han           | Decisão (unânime)                    | Rings – King of Kings 2000 Final     | 24/02/2001 | 2     | 5:00  | Tóquio                   |                                                                       |
| Vitória | 8–1–1       | Kiyoshi Tamura     | Finalização (chave de braço)         | Rings – King of Kings 2000 Block A   | 09/10/2000 | 2     | 2:29  | Tóquio                   |                                                                       |
| Vitória | 7–1–1       | Achmed Labasanov   | Finalização (chave de braço)         | Rings – King of Kings 2000 Block A   | 09/10/2000 | 1     | 1:38  | Tóquio                   |                                                                       |
| Empate  | 6-1-1       | Tsuyoshi Kohsaka   | Empate                               | Rings – Millennium Combine 3         | 23/08/2000 | 2     | 5:00  | Osaka                    |                                                                       |
| Derrota | 6–1         | Dan Henderson      | Decisão (dividida)                   | Rings – King of Kings 1999 Final     | 26/02/2000 | 3     | 5:00  | Tóquio                   |                                                                       |
| Vitória | 6–0         | Andrei Kopylov     | Decisão (majoritária)                | Rings – King of Kings 1999 Final     | 26/02/2000 | 2     | 5:00  | Tóquio                   |                                                                       |
| Vitória | 5–0         | Jeremy Horn        | Decisão (unânime)                    | WEF 8 – Goin' Platinum               | 15/01/2000 | 3     | 8:00  | Rome, Geórgia            |                                                                       |
| Vitória | 4–0         | Yuriy Kochkine     | Finalização Técnica (chave de braço) | Rings – King of Kings 1999 Block A   | 28/10/1999 | 1     | 0:40  | Tóquio                   |                                                                       |
| Vitória | 3–0         | Valentijn Overeem  | Finalização (keylock)                | Rings – King of Kings 1999 Block A   | 28/10/1999 | 1     | 1:51  | Tóquio                   |                                                                       |
| Vitória | 2–0         | Nate Schroeder     | Finalização (chave de braço)         | WEF 7 – Stomp in the Swamp           | 09/10/1999 | 1     | 1:52  | Kenner, Luisiana         |                                                                       |
| Vitória | 1–0         | David Dodd         | Finalização (kimura)                 | WEF 6 – World Extreme Fighting 6     | 12/06/1999 | 1     | N/A   | DeLand, Flórida          |                                                                       |